# Giải của Hội phê bình phim Boston cho phim ngoại ngữ hay nhất
Giải của Hội phê bình phim Boston cho phim ngoại ngữ hay nhất là một trong các giải của Hội phê bình phim Boston dành cho phim nói tiếng nước ngoài được bầu chọn là hay nhất. Giải này được lập ra từ năm 1990.
Dưới đây là danh sách các phim đoạt giải:

### Thập niên 1990
| Năm  | Tên tiếng Anh         | Tên gốc               | Quốc gia             | Đạo diễn             |
| ---- | --------------------- | --------------------- | -------------------- | -------------------- |
| 1990 | Monsieur Hire         | Monsieur Hire         | Pháp                 | Patrice Leconte      |
| 1991 | Europa Europe         | Europa Europa         | Đức/Pháp/Ba Lan      | Agnieszka Holland    |
| 1992 | Không có thông tin    | Không có thông tin    | Không có thông tin   | Không có thông tin   |
| 1993 | Farewell My Concubine | Ba wang bie ji        | Trung quốc/Hồng Kông | Chen Kaige           |
| 1994 | Three Colours: Red    | Trois couleurs: Rouge | Pháp/Ba Lan          | Krzysztof Kieslowski |
| 1995 | Mina Tannenbaum       | Mina Tannenbaum       | Pháp                 | Martine Dugowson     |
| 1996 | My Favorite Season    | Ma saison préférée    | Pháp                 | André Téchiné        |
| 1997 | Underground           | Underground           | Pháp/Đức             | Emir Kusturica       |
| 1998 | A Taste of Cherry     | Ta'm e guilass        | Pháp/Iran            | Abbas Kiarostami     |
| 1999 | All About My Mother   | Todo sobre mi madre   | Tây Ban Nha          | Pedro Almodóvar      |

### Thập niên 2000
| Năm  | Tên tiếng Anh                     | Tên gốc                      | Quốc gia                  | Đạo diễn                    |
| ---- | --------------------------------- | ---------------------------- | ------------------------- | --------------------------- |
| 2000 | Crouching Tiger, Hidden Dragon    | Wo hu cang long              | Đài Loan                  | Ang Lee                     |
| 2001 | Love's a Bitch                    | Amores perros                | México                    | Alejandro González Iñárritu |
| 2002 | And Your Mother Too               | Y tu mamá también            | México                    | Alfonso Cuarón              |
| 2003 | The Triplets of Belleville        | Les triplettes de Belleville | Bỉ/Canada/Pháp            | Sylvain Chomet              |
| 2004 | House of Flying Daggers           | Shi mian mai fu              | Trung quốc/Hồng Kông      | Zhang Yimou                 |
| 2005 | Kung Fu Hustle                    | Kung fu                      | Trung quốc/Hồng Kông      | Stephen Chow                |
| 2006 | Pan's Labyrinth                   | El laberinto del fauno       | México/Tây Ban Nha/Hoa Kỳ | Guillermo del Toro          |
| 2007 | The Diving Bell and the Butterfly | Le scaphandre et le papillon | Pháp/Hoa Kỳ               | Julian Schnabel             |
| 2008 | Let the Right One In              | Låt den rätte komma in       | Thụy Điển                 | Tomas Alfredson             |